# Torre de Televisión de Samatra
Torre de Televisión de Samatra, es una torre de telecomunicaciones localizó cercana a Samatra, a unos 20 kilóametros al este de Bhuj, India. Fue completada en 1999. Con una altura de 300 metros, es la tercera torre de telecomunicaciones más alta de India.